# Шемшуковы
Шемшуковы — дворянский род.
Потомство шляхтича Казимира Шемшукского и его сына Шемшукова Афанасия Кузьмича, Глуховского городового атамана кон. 17в.

## Описание герба
Щит рассечён; в правом голубом поле, звезда, сопровождаемая снизу полумесяцем; в левом, золотом вылетающий справа белый коронованный полу-орел с мечом в лапе; нашлемник: вооружённая мечом рука